# Estação Nuevos Ministerios

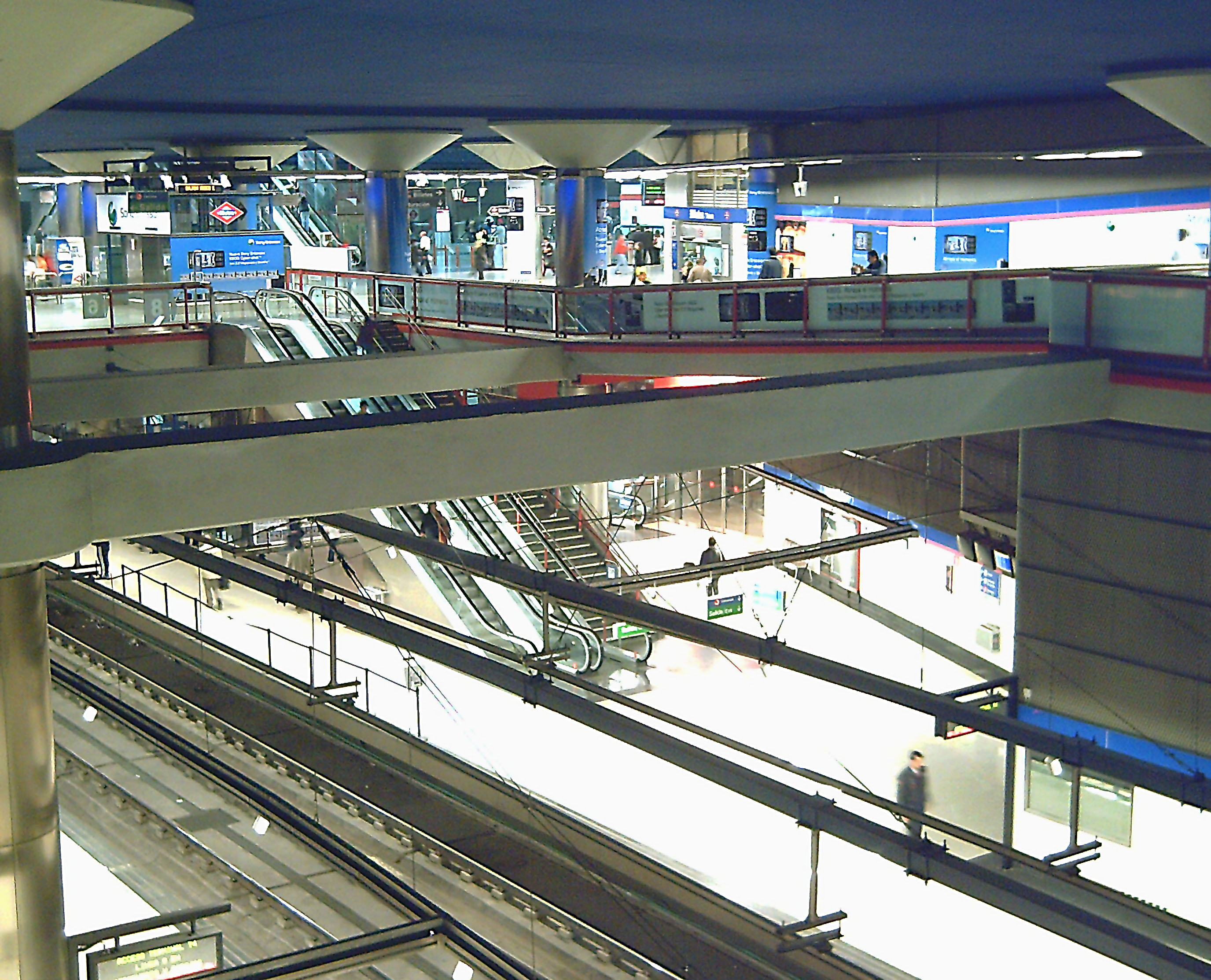
Vista geral da estação

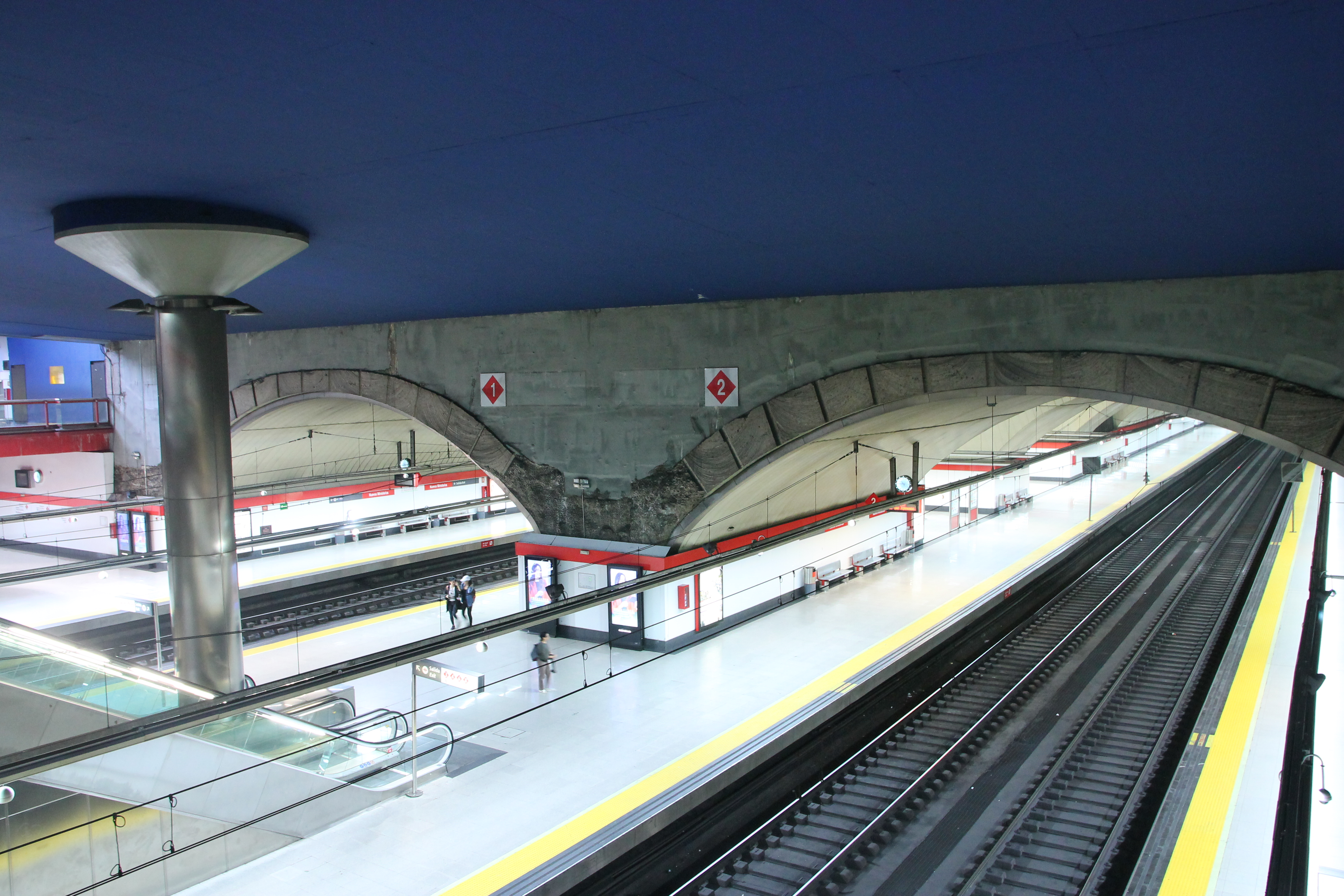
Plataformas de embarque

Nuevos Ministerios é uma estação da Linha 6, Linha 8 e Linha 10 do Metro de Madrid.

## História
A estação ferroviária, atualmente pertencente à rede Cercanías Madrid da Renfe Operadora, foi inaugurada em 1967 como parte dos chamados Túneis ferroviarios Atocha-Chamartín. Após 12 anos em 11 de outubro de 1979 a estação que atende a Linha 6 de Metro de Madrid foi inaugurada com o mesmo nome. Posteriormente, novas estações de metrô das linhas 10 em 10 de junho de 1982 e Linh 8 em 21 de maio de 2002 foram adicionadas.